# Karin Oehme
Karin Oehme (* 22. Dezember 1946 in Hainichen bei Chemnitz) ist eine deutsche Schauspielerin.

## Leben
Ihre Ausbildung absolvierte Oehme von 1969 bis 1972 an der Hochschule für Schauspielkunst „Ernst Busch“ Berlin. Rund 30 Jahre stand sie an diversen Theatern in Deutschland und in Österreich auf der Bühne, u. a. in Berlin, Heidelberg, Stendal, Kassel, Neuss und Innsbruck.
Sie hatte diverse Rollen in Fernsehfilmen und Serien. Ihre bekannteste Rolle war die der Trude Schiller in der RTL-Serie Hinter Gittern – Der Frauenknast, die sie von 2003 bis 2006 spielte.

## Film- und Fernsehauftritte (Auswahl)
- 1997: Der Laden
- 1998: Tatort: Der zweite Mann
- 1998: Die Braut
- 1999, 2001: Neues vom Bülowbogen
- 2002: Ritas Welt: Die Schöffin (S4E11)
- 2002: Pia
- 2003: Wolffs Revier
- 2003–2006: Hinter Gittern – Der Frauenknast (96 Folgen)
- 2006: Die Hochzeit meiner Töchter
- 2008: Mamas Flitterwochen
- 2008: Der Kriminalist: Mauer im Kopf
- 2009: Ein Hausboot zum Verlieben
- 2012: SOKO Leipzig – Getrieben
- 2013: Heiter bis tödlich: Alles Klara: Der letzte Stempel
- 2015: Lotte Ulbricht – Zwischen Parteidisziplin und Mutterrolle
- 2019, 2021: In aller Freundschaft: Sorgenvolle Tage, Mutterliebe, Alles in Scherben
- 2022: WaPo Berlin: Gegen den Wind-Blues